# Combe du Lac
Combe du Lac este o arie protejată (sit de importanță comunitară — SCI) din Franța întinsă pe o suprafață de 142 ha, integral pe uscat.

## Localizare
Centrul sitului Combe du Lac este situat la coordonatele 46°24′38″N 5°59′43″E / 46.41056°N 5.99528°E.

## Înființare
Situl Combe du Lac a fost declarat arie specială de conservare în baza directivei 92/43 din 1992 referitoare la conservarea habitatelor naturale și a faunei și florei sălbatice pentru a proteja 2 specii de plante și 2 specii de animale.

## Biodiversitate
Situată în ecoregiunea continentală, aria protejată conține 12 habitate naturale: Fânețe montane, Turbării active, Mlaștini turboase de tranziție și turbării mișcătoare, Mlaștini alcaline, Mlaștini împădurite, Depresiuni pe substraturi de turbă de Rhynchosporion, Grohotișuri medio-europene calcaroase, de la nivel colinar și montan, Păduri de fag Asperulo-Fagetum, Păduri pe pante, grohotișuri și ravene de Tilio-Acerion, Lacuri și iazuri distrofice naturale, Pajiști cu Molinia pe soluri calcaroase, turboase sau argilos-nămoloase (Molinion caeruleae), Liziere de ierburi înalte hidrofile de câmpie și de nivel montan până la alpin.
La baza desemnării sitului se află mai multe specii protejate:
- plante (2): Buxbaumia viridis, Hamatocaulis vernicosus
- nevertebrate (2): fluturele auriu (Euphydryas aurinia), Lycaena helle

Pe lângă speciile protejate, pe teritoriul sitului au mai fost identificate 21 de specii de plante, 5 specii de nevertebrate, 2 specii de pești.